# Komáří vížka
Komáří vížka se nachází na vrcholu Komáří hůrky v katastru vesnice Horní Krupky části města Krupky v okrese Teplice v Krušných horách. Název Komáří vížka se používá i jako pojmenování samotné Komáří hůrky, jež je tak odvozeno od věže u restaurace. Restaurace je otevřená celoročně 10:00 – 22:00. Občerstvení výletníků nabízí tradiční česká jídla, sezónní speciality a také je k dispozici vinotéka. U hotelu je parkoviště zhruba pro deset automobilů.

## Historie
Původně na vrcholu Komáří hůrky stála zvonice postavená horníky. První kamennou věž byla postavena v roce 1553 Davidem Koithem. Výletní restaurace byla k věži přistavěna roku 1857 zásluhou Raimunda Zechela. Již od počátku sloužila i k ubytování a jedná se o nejstarší takové zařízení v Krušných horách.

## Dostupnost
Chata je dostupná:
- autem ze západu po silnici z parkoviště v sedle mezi Horní Krupkou a Fojtovicemi.
- lanovou drahou z Bohosudova.
- po  žluté turistické značce z Horní Krupky, po které je také vedená  příhraniční hornická naučná stezka.
- po  červené turistické značce z Habartic, po které je také vedená Stezka Českem.
- po  zelené turistické značce z Krupky, po které je také vedená  naučná stezka Po stopách horníků.